# 귀인 편향
심리학에서 귀인 편향(歸因偏向, 영어: attribution bias 또는 영어: attributional bias) 또는 귀인 편견은 사람이 그들 자신의 또는 다른 이들의 행동들의 이유를 평가하거나 찾으려고 시도할 때 체계적인 편향으로 불리는 인지적 편향이다. 사람들은 그들 자신 또는 다른 이들의 행동의 원인에 따라 지속적으로 귀인을 만든다. 하지만, 귀인은 항상 정확하게 현실을 반영하지 않는다. 객관적 지각자로써 작동하기 보다는, 사람들은 그들을 사회적 세계에 대한 편향된 이해로 이끄는 지각적 편향을 범하기 쉽다.
귀인 편향은 1950년대와 60년대에 처음 귀인 이론을 연구한 프리츠 하이더(Fritz Heider)와 같은 이들에 의해 논의되었다. 해롤드 켈리(Harold Kelley), 에드 존스(Ed Jones) 같은 다른 심리학자들은 사람들이 다른 타입의 귀인을 만드는 것이 쉽거나 어려운 상황을 구분함으로써 하이더의 초기 연구를 확대시켰다.
귀인 편향은 매 일상에 존재하기 때문에, 중요하고 의미가 있는 연구 주제이다. 예를 들어, 한 운전자가 끼어들 때, 우리는 상황적 정황보다는 난폭한 운전자를 비난할 가능성이 크다. 추가적으로, 궁극적 귀인 편향, 근본적 귀인 편향, 행동-관찰자 편향, 그리고 적대적 귀인 편향 같은 많은 다른 타입의 귀인 편향이 있다. 이 편향들은 각각 다른 행동의 원인에 대해 이유를 만들 때 사람들이 표현하는 특정한 경향을 묘사한다.
초기 연구 이래로, 연구원들은 어떻게, 왜 사람들이 사회적 정보에 대한 편향된 해석을 하는지에 계속해서 시험해왔다. 많은 귀인 편향의 유형들이 정의되었고, 그리고 최근에 더 많은 심리학 연구원들은 이 귀인 편향들이 나중에 감정과 행동에 영향을 미치는지 시험해왔다.

## 역사

### 귀인 이론
귀인편향은 귀인이론의 연구 내에서 찾을 수 있다. 귀인이론은 자신과 타인의 행동에 대한 원인을 추론하기 위해 제안된 이론이다. 귀인이론은 타인과 자신의 행동을 개인의 성격이나 기질특성과 같은 내부적 요소와 주변 상황적 요소인 외부적 요소로 귀인한다고 설명한다. 이러한 귀인 과정에서 다른 사람의 행동을 대체로 내부 귀인하는 대응 추론 편향과 같은 오류를 범하기도 한다.

#### Fritz Heider
심리학자 Fritz Heider는 대인관계의 심리학이라는 책에서 이러한 귀인을 1958년에 최초로 논했다. 그는 귀인이론과 귀인 편향에 대한 연구를 통해 그 기반을 마련했다. 그는 인간이 행동은 개인의 성향과 상황적 조건에 의해 차이가 나타나는 경향이 있다고 언급했다. 또한 그는 사람들이 다른 사람의 행동을 설명할 때, 상황적 귀인은 무시하고 기질적 요인으로 설명할 경향이 더 크다고 예측했다.
- 기질적 귀인(dispositional attribution): 행동의 원인을 개인의 성격, 동기, 태도 등에서 찾는 것이다. 어떤 사람의 행동에 대해 그 사람으로 하여금 특정한 방식으로 생각하고 느끼고 행동하게 만드는 그 사람의 비교적 지속적인 경향성에 의해 그 행동이 일어났다고 판단한다면 기질적 귀인을 한다고 말할 수 있다. 또한 사람들이 내집단 사람들의 긍정적인 행동에 대한 원인을 기질적 요인에 의해서, 외집단 사람들의 부정적 행동에 대한 원인을 기질적 요인에 의해 발생한 것이라고 판단하는 경향이 있다고 보았다.

- 상황적 귀인(situational attribution): 행동의 원인을 사회규범, 외부환경, 우연한 기회 등에서 찾는 것이다. 어떤 사람의 행동에 대해 그것이 일어난 상황의 어떤 일시적 요인에 의해 그 행동이 일어났다고 판단하는 경우 상황적 귀인을 한다고 말할 수 있다. 또한 사람들이 내집단 사람들의 부정적인 행동에 대한 원인을 상황적 요인에 의해서, 외집단 사람들의 긍정적 행동에 대해서 상황적 요인에 의해서 발생한 것으로 판단하는 경향이 있다고 보았다.

#### Jones & Davis
Heider의 초기 연구를 기반으로, 다른 심리학자들은 1960~70년대에 추가적으로 관련된 이론들로 귀인에 대한 연구를 넓혔다. 사회심리학자인 Edward E. Jones와 Keith Davis는 1965년, ‘상응적 추론이론’이라는 귀인의 한 패턴을 제안했다. ‘상응적 추론’은 사람들이 다른 사람의 행동에 대한 원인을 추론할 때, 개인이 행동에 상응하는 성향을 가져서 한 행동인지, 상황적 요인에 의하여 한 행동인지를 가늠하기 위해 세가지 기준을 사용한다고 주장한다.
- 사회적 소망성 : 누군가의 행동이 사회적으로 바람직하지 않은 것이면 추론이 어려워 진다.
- 상황적 제약성 : 누군가의 행동이 상황적으로 제약이 없을 때 이루어진 것이면 성향에 의한 것, 즉 스스로 선택한 것으로 추론이 가능하다.
- 사회적 역할 : 누군가의 행동이 사회적으로 기대되는 역할과 일치한다면 우리는 그 행동의 원인을 추론하기 어렵다. 그러나 일치하지 않으면 그 행동의 원인이 성향 때문이라고 추론할 수 있다.

#### Harold Kelley
상호의존이론으로 유명한 사회심리학자 Harold Kelley는 사람들이 귀인을 만들어내는 것을 설명하기 위해서 공변 모형을 제안하였다. 이 모형은 사람들이 다른 사람의 내부적 요인 혹은 외부적 요인에 대한 귀인을 어떻게 결정하는지를 설명하는 데에 도움을 준다. 다양한 상황에서, 다양한 시점으로 많은 관찰을 통하여 정보를 얻어 귀인을 만들어내기 때문에 사람들은 다른 상황들 속에서 다양한 행동을 하게 된다. Kelley는 이러한 것을 설명하기 위하여 '공변'이라는 단어를 사용한다. 이 행위를 설명하기 위하여 Kelley의 모델의 주요한 3가지의 요인을 제시한다.
- 합의성(consensus) : · 합의성: 행동과 행위자의 공변, 즉 여러 사람들이 같은 행동을 하는지의 여부이다. 많은 사람들이 동일한 행동을 할 경우에는 합의성이 높고, 사람들이 다른 행동을 하는 경우에는 합의성이 낮다.

- 특이성(distinctiveness) : · 자극과 행동의 공변, 즉 다른 자극에 대해서도 같은 행동을 하는지의 여부이다. 행위자가 자극이 다름에도 불구하고 같은 행동을 한다면 특이성이 낮고, 특정한 한 가지 자극에만 그 행동을 한다면 특이성이 높다.

- 일관성(consistency) : · 행동과 상황(시간 또는 장소)의 공변, 즉 상황이 다름에도 불구하고 같은 행동을 하는지의 여부를 뜻한다. 행위자가 다른 상황에서도 동일한 행동을 한다면 일관성이 높고, 다른 상황에서는 동일한 행동을 하지 않는다면 일관성이 낮다.

이러한 세 가지 정보가 있을 때, 사람들은 행동과 행위자,자극,상황 간의 상관관계로부터 인과 관계를 추론한다. 두 가지의 변인이 공변하는 것을 보고 둘 중 하나가 다른 하나를 초래하는 것이라고 생각하는 것이다. Kelley는 의견 일치가 낮을 때(대부분의 사람들과 다른 방식으로 행동함), 일관성이 높을 때(대부분의 상황에서 같은 방식으로 행동함), 그리고 특수성이 낮을 때(이 상황에서 행동이 특별하지 않음) 사람들이 기질적 귀인을 만들기 더 쉽다고 제안했다. 그렇지 않으면, 의견 일치와 일관성이 높고, 특수성까지 높을 때 상황적 귀인이 발생하기 더 쉽다. 여기서 한 가지 문제는 항상 이런 정보들이 모두 있지는 않다는 것이다. 예를 들어 한 사람의 행동이 시간에 따라 어떻게 변화하는지 모를 경우 어떻게 해야 하는가? Kelley에 의하면 이런 경우에는 과거의 경험에 의존해서 둘 중 하나의 정보를 찾아야 한다. Kelley는 경험에 의해서 습득된, 어떤 원인들이 상호작용해서 어떤 효과를 초래한다는 신념을 인과적 도식(causal schemata)이라고 했다. 첫째는 다수의 필요 원인들(multiple necessary causes) 도식인데, 이것은 어떤 효과가 일어나기 위해서는 둘 이상의 원인이 있어야 하는 경우에 대한 도식이다. 달리기 선수가 마라톤에서 우승했다면 그 사람의 건강 상태가 매우 좋고, 강한 동기가 있고, 연습을 많이 했다는 등의 조건들을 모두 갖추고 있을 것이라고 추론할 수 있다. 둘째는 다수의 충분 원인들(multiple sufficient causes) 도식인데, 이것은 어떤 사건이 일어나기 위해서는 여러 원인들 중에 하나만 있으면 된다는 경우에 대한 도식이다. 예를 들어 달리기 선수가 약물 검사에서 걸렸을 경우에 그 사람이 정당하지 못한 방법으로 이기려고 했다든지, 실수로 약물을 복용했다든지, 코치에게 속아서 그랬다든지 하는 이유들 중 하나가 있었을 것이라고 추측할 수 있다. 이러한 인과적 도식에 대해서는 경험적인 증거도 있고 관찰을 통해 귀인의 문제를 해결할 수도 있지만, 한편으로는 비판도 존재한다.

#### Benard Weiner
Bernard Weiner에 의해 개발된 귀인이론은 John W. Atkinson의 성취동기이론에서 검증된 변인에서 시작이 되었다. Atkinson 이론은 높은 성취 욕구를 가진 사람과 낮은 성취 욕구를 가진 사람간의 차이에 대해 연구한 것이다. Atkinson에 따르면 동기는 과제 변인과 성공과 실패를 대하는 개개인의 특질에 따른다. 하지만, Weiner는 과제 변인의 결과가 같지 않다는 점에 착안했다. Weiner 초기이론은 성취에 초점을 두면서 성공과 실패에 대해 개개인이 생각한 주요 원인과 그에 따른 행동을 개념적으로 연결하였다.

 Bernard Weiner의 귀인이론은 사람들이 성공과 실패를 어디에 귀인하며, 그에 따라 개인의 성취 수준과 행동 및 정서와 어떠한 관계를 가지는가를 밝히려는 데 초점을 맞춘 인지주의적 학습동기이론이다. 즉, 성공이나 실패의 원인을 찾으려고 하고 그 원인을 무엇으로 귀인하느냐에 따라 후속 행동과 정서적 반응에 영향을 준다고 보는 것이다.

##### Bernard Weiner의 귀인이론의 가정
- 지각된 행동의 요인은 내적요인과 외적요인으로 나눈다.
- 법칙성이 투입되는 자극 정보와 인지구조 및 원인적 추론 사이에 존재한다.
- 행동의 원인적 추론은 인간이 표출하는 여러 행동을 예측할 수 있다.

### 편향된 귀인(영어:biased attribution)
초기 연구자들은 사람들이 귀인의 원인으로 인과적인 특성을 만드는 방법을 연구했다. 또한 그들은 특성이 현실을 반드시 반영하는 것은 아니며, 개인의 관점에 의해 왜곡될 수 있다는 것을 인지했다. 그리고 특정 상황은 사람들에게 편향적인 귀인을 나타내거나, 개인의 행동 또는 결과의 원인을 부정확한 결과로 촉진시키기도 한다. Fritz Heider의 귀인이론은 애매모호한 상황을 언급한다, 사람들은 자신의 욕구와 욕망을 가지고 귀인을 만들어낸다. 그러기에 그러한 귀인은 종종 왜곡된다. 또한 이러한 경향은 긍정적인 자아개념을 유지하는 것에 뿌리를 두고 있으며, 후에는 자기 위주 편향으로 불리었다.
Kelley의 공동변화모델도 귀인편향에 근간을 두고 있다. 이 모델은 사람들이 잘 알고 있는 특성과 상황적 귀인을 만드는 상황을 설명한다. 하지만 이 상황은 사람들이 정보에 접근해 있음을 가정하고있다. 우리가 잘 모르는 대상과 상호작용을 할 때처럼 정보에 접근하지 못한 상황이라면 어떻게 될까. 정보의 부족은 결과적으로 인지적 지름길을 유발한다. 이는 귀인편향의 유형 중 하나이며, 후에 기술할 행위자-관찰자 편향과 같다.

#### 인지적 설명
심리학자들은 사람들이 인지적 편향에 빠지기 쉽다는 것에 동의했다. 하지만 그런 편향의 원인에 관련한 불일치가 존재한다. 한편으로는, “인지적 모델”의 지지자들은 편향은 제약조건을 처리하는 인간 정보의 과정이라고 주장한다. 1973년 예일 대학의 심리학자 Michael Storms의 사회적 인식을 따르는 인지적 설명연구는 이러한 주장의 중요한 요소이다. 그의 실험에서, 참가자들은 연기자 1과 연기자 2으로 불리는 두 개인의 대화를 보았다. 몇몇 참가자들은 연기자 1와 마주하고 연기자 2를 볼 수 없는 대화를 관찰하였고, 다른 참가자들은 연기자 1을 볼 수없고, 연기자 2와 마주한 대화를 관찰하였다. 참가자들이 대화에 능한 사람들에 대해 귀인을 만드는 질문을 받았을 때, 참가자들은 그들이 마주한 연기자에 대해 더 큰 인과적 영향력을 느꼈다. 반면, 참가자들은 그들이 받아들인 정보의 반대편에 있는 사람들에 대해 다른 귀인을 만들었다. Storm은 이러한 결과를 그의 인지적으로 이끌어진 귀인 편향 이론을 강화하는데 이용하곤 했다. 우리는 우리 눈으로 관찰할 수 있는 것을 제외한 세계에는 접근할 수 없기 때문에, 우리는 필연적으로 관찰 된 사실에 강요 받고 그에 따라 편향을 만들기 쉽다. 비슷하게, 사회적 심리학자인 Anthony Greenwald는 우리가 우리의 개인적 자아를 통해 세상을 보기 때문에 전체주의적인 자아를 소유한다고 제안했다. 그러므로, 다른 사람들은 필연적으로 그 세계를 다르게 이해하고 결국 다른 결론에 도달한다.

#### 동기부여적 설명
정보 처리를 제약하는 귀인편향의 이러한 관점은 인간이 단순하게 수동적으로 그들의 세상을 해석하거나 귀인을 생성하지 않으며 대신에, 인간은 활동적이며 목표를 향해 움직이는 사람이라고 주장하는 연구자들에게 비판을 받는다. 이 비판이 만들어지고, 연구자들은 귀인 편향 구동에 동기부여적 역할에 대하여 집중하기 시작하였다. Ziva Kunda와 같은 연구자들은 귀인과 귀인편향의 측면에 동기부여 되는 의도에 대해 관심을 가지고 있다. Kunda는 특정 편향은 사람들이 동기부여적인 압력을 얻었을 때에만 나타난다고 주장한다. 따라서 그는 그들은 객관적이며 인지적 과정만으로는 설명할 수 없다고 하였다. 자세하게, 우리는 특정한 결론에 이르렀을 때 그 결론을 정당화 하려 하기 때문에 편향된 사회적 판단을 만들어 낼 것이다.

## 현재 이론
초기 연구자들은 귀인 편향을 인지적으로 주도된 정보처리 오류의 산물로서 설명했다. 1980년대 초반,
우리 자신의 욕구와 감정이 우리가 사회적 정보를 해석하는 방법에 영향을 미치듯이, 연구는 귀인편향에 영향을 주는 동기 부여 구성 요소가 존재할 가능성이 있음을 증명했다.
현재의 연구는 여러 가지 방법을 통해 특정한 귀인 평향과 행동의 상관 관계를 연구하여 동기부여적 설명의 유효성을 찾아내고 있다.(예를 들어, 어린이와 함께 연구하거나 뇌 영상화 기술을 이용한 연구)
최근 귀인 편향에대한 연구는 특정 편향이 사람들의 행동에 영향을 미치는 유형을 확인하는데 중점을 두고 있다. 게다가 일부의 심리학자는 실용적으로 접근을 하여 실제 상황에서의 요소(예를 들어 직장 또는 학교)를 사용하여 편향의 상관관계를 나타냈다.연구자들은 귀인과 귀인 편향의 이론적 체계를 사람들이 사회적인 정보를 수정하는 방법으로 사용해 왔다. 연구는 학생들이 자신의 학업 능력에 긍정적인 인식을 같는 것 같은 귀인 재훈련을 돕기 위해 실시되어 왔다.

## 이론의 한계
귀인이론과 귀인편향을 입증하거나 틀렸음을 입증하는 것을 시도하는 연구자 혹은 과학자들에 의한 주장은 모순이 있다. 귀인이론은 상호간의 상호작용에 있어 행동의 기본을 해석하는 방법에 대한 종합적인 설명이다. 그러나, 동아시아와 서양의 문화권의 차이에 따라 행동의 기본을 해석하는 방법이 상이할 수도 있다. 또한, 다른 연구자들은 귀인편향이 자신 혹은 타인의 행동에 대한 원인을 추론함에 있어서 그들이 얻고자 하는 기대나 결과에 따라 귀인의 형태가 달라질 수도 있다는 주장을 하면서 귀인모델에 대한 비판들은 ‘귀인이론이 일반적이고 보편적인 원칙에 입각하지 않을 수도 있음’을 설명하고 있다.

## 유형
귀인의 편향 혹은 오류를 이해하는 것은 부정적인 갈등을 예방하고 해결하는데 도움을 준다. 톰프슨(Thompson) 등은 그동안 사회심리학에서 발견된 편향들을 참고하여 갈등과 관련이 있다고 생각되는 편향들을 다음과 같이 네 가지로 구분하였다.
첫째, 인과적 귀인편향으로서 사람들이 행동의 원인을 귀속시키는 과정에서 체계적인 편향들을 범한다. 이들 편향은 기본적 귀인오류, 자기중심적 편향 등이다.
둘째, 자기 지각적 편향으로서 사람들이 자신의 행동, 태도 및 가치를 지각하는 과정에서 편향을 범한다. 이런 편향으로서 자신의 성공에 대한 긍정적 추정, 자기 판단의 정확성에 대한 과신, 자기중심적 편향 등을 들 수 있다.
셋째, 타인지각편향으로서 타인의 행동, 특성 및 태도를 지각할 때 체계적 편향을 범한다. 이런 오류로서 배경효과, 초두효과, 돌출적 편향, 긍정성 편향, 자기 이행적 예언 등을 들 수 있다.
넷째, 효용성 판단에서의 편향으로서 자신과 상대방의 선호도 판단에서 범하는 오류이다. 이런 편향은 가치 준거 효과, 대표성 및 유용성편향 등을 들 수 있다.
이와 같이 연구자들은 정보에 대한 사람들의 편향적인 해석에서 나타나는 귀인편향의 특정 유형들을 찾아냈고, 찾아낸 귀인편향의 유형들은 아래 귀인 편향 목록에서 확인할 수 있다.

### 상황적 귀인과 기질적 귀인
상황적 귀인(situational attribution)은 특정한 상황에서 발생한 행동의 원인이 그 행동이 발생하는 상황이나 맥락에 의한 것이라고 추론하는 것을 의미한다. 예를 들어, 직장 내에서 직원이 자신의 저조한 성과에 대해서 수직적인 조직문화가 원인이라고 받아들이는 것을 의미한다. 이와 반대로 기질적 귀인(dispositional attribution)은 특정한 상황에서 발생한 행동의 원인이 그 사람 고유의 특성이나 기질 때문이라고 추론하는 것을 의미한다. 상황적 귀인과 반대로 기질적 귀인은 조직원이 자신의 저조한 성과는 내가 적극적이고 활발한 성격이 아니기 때문에 영업성과가 저조한 것이라고 생각하는 것을 의미한다. 기질적 귀인과 상황적 귀인의 차이는 기본 귀인 오류를 발생시키는 가장 기본적인 원인이 된다.

### 기본적 귀인 오류
기본적 귀인 오류(fundamental attribution error, FAE)는 다른 행동들을 설명할 때에 편견을 말한다. 이 오류에 따르면, 우리가 또 다른 사람의 행동에 대해 귀인을 만들 때, 우리는 기본의 요인들의 역할을 지나치게 강조할 가능성이 있고 반면에 상황적 요인의 영향은 최소화할 가능성이 있다. 예를 들어, 만약 우리가 회의에 가는 길인 동료와 부딪친다면, 우리는 그가 회의에 늦었다는 것을 고려하기 보다는 동료의 부주의나 성급함으로 이 행동을 설명할 가능성이 더 크다. 이처럼 어떤 사람의 행동이 상황적 요인에서 기인했음에도 불구하고 기질적 요인에 귀인하는 경향을 대응추리 편파라고 부르기도 한다. 대응추리 편파의 경향성은 사람에 따라서, 상황에 따라서, 문화에 따라서 다르게 나타나지만, 연구에 의하면 하나의 일반적인 규칙으로서 다른 사람의 행동이 그 행동이 일어난 상황에 의해 일어난 것이 분명한 경우에도 성향 귀인을 하는 경향이 있다고 드러난다. 심지어 본인에 의해 다른 사람의 행동이 야기된 경우에도 성향 귀인을 한다는 연구 결과도 존재한다.
기본적 귀인 오류는 Edward E. Jones와 Victor Harris가 1967년 수행한 실험 이후에 1970년대 초반 심리학자인 Lee Ross에 의해 처음 제안되었다. 이 연구에서, 참가자들은 반 카스트로 관점으로 표현된 하나와 친 카스트로 관점으로 표현된 다른 하나인 2편의 에세이를 읽도록 지시 받았다. 그리고나서 참가자들은 두 가지 별도의 조건 하에 그 작성자들을 향한 그들의 태도를 보고하도록 요구 받았다. 참가자들이 작성자들은 자발적으로 카스트로에 대한 그들의 입장을 고르라고 공지 받았을 때, 참가자들은 즉시 친 카스트로를 향해 긍정적인 태도를 더 표현했다. 하지만, 참가자들이 작성자들의 입장이 그들 자신의 자유 의지보다는 동전 던지기로 정해졌다고 들었을 때, 참가자들은 친 카스트로를 향해 더 긍정적 태도를1 표현하는 것을 계속했다. 이 결과들은 참가자들이 제 3자를 평가할 때 상황적 요인들을 고려하지 않는다는 것을 기본 귀인 편향을 만드는 증거를 제공하면서 입증했다.
사람들이 상황적 요인을 무시하고, 기질적 요인에 귀인하는 원인은 첫째, 행동의 상황적 원인은 가시적이지 않은 경우가 많기 때문이다. 예를 들어 사장과 부하직원 간의 관계에 있어서 사장은 부하직원의 인사관리에 대한 통제권을 쥐고 있다. 따라서 부하직원들은 승진을 위해 사장의 비위를 맞춰야 할 명분이 존재한다. 사장은 '인사관리에 대한 통제권'이라는 상황을 인지하지 못할 수 있기 때문에, 자기에게 잘 보이려는 부하직원을 보고 정말로 자신을 존경한다고 생각할 수 있다. 하지만 상황은 행동만큼 구체적이거나 가시적이지 않기 때문에 귀인에 있어 쉽게 무시될 수 있는 요소인 것이다. 둘째, 상황이 무시할 수 없을 정도로 너무나 명백한 경우에도, 그 상황에 대한 정보를 사용하는 것이 쉽지 않다. 예를 들면, 한 연구에서 참가자들에게 귀인을 하는 동안 일곱 자리 숫자를 계속 외우고 있게 하는 것과 같은 심적 부담 과제를 수행하도록 했을 때, 성향 귀인은 전혀 어려움 없이 했지만, 상황 귀인을 하는 것은 매우 어려워 하였다. 이렇게 상황 귀인은 더 복잡하고 더 많은 시간과 주의를 요구하는 것으로 보이는데, 이는 바쁜 일상생활의 세계에서 상황 귀인이 일어날 가능성이 더 적을 것임을 암시한다. 상황에 관한 정보는 얻기도 어렵고, 사용하기도 어렵기 때문에 다른 사람의 행동에 대해 그들의 성향 때문에 일어난다고 믿어버리는 것과 같다고 판단된다.

### 행위자-관찰자 편향
행동-관찰자 편향은 기본 귀인 오류의 연장으로 생각될 수 있다. 행동-관찰자 오류에 따르면, 다른 이들의 행동에 대한 기질의 설명을 과대-평가하는 것뿐만 아니라, 우리는 기질의 설명을 과소 평가하는 경향이 있고 우리 자신의 행동의 상황적 설명을 과대 평가하는 경향이 있다. 다시 말해 타인의 행동에 대해서는 성향 귀인을, 자신의 행동에 대해서는 상황 귀인을 하는 경향성을 의미한다. 예를 들어, 대학교 학생들에게 그들 자신과 친구들이 각자 전공을 선택한 이유에 대해서 설명해보라는 질문을 받았을 때, 자기 자신의 선택과 행동에 대해서는 상황을 이유로 들었고, 친구들 선택과 행동에 대해서는 그들의 성향을 근거로 짚었다. 즉 자신의 선택에 대해서는 '대학을 마치는 대로 돈을 벌어야 하는 상황'을, 친구들의 선택에 대해서는 '그녀의 물질적인 것을 추구하는 성향'을 이야기했다.
행위-관찰자 편향은 사람들이 통상 다른 사람들의 행동의 원인이 되는 상황 정보보다 그들 자신의 행동의 원인이 되는 상황 정보를 더 많이 갖고 있기 때문에 발생한다. 우리는 '뭔가 실용적인 판촉 방법을 선택해라'라는 우리 부서에서의 상사의 명령은 기억해낼 수 있다. 하지만 다른 회사에 다니는 친구의 부서의 상사가 친구에게 같은 말을 한 사실이 있다고 해도, 우리가 그 회사를 다니는 것이 아니기 때문에 우리는 그것을 인지하고 기억해 낼 필요가 없을 것이다. 우리가 관찰자일 때는 다른 사람의 행동에 초점을 맞추게 되지만, 우리가 행위자일 경우에는 말 그대로, 우리의 행동이 일어나고 있는 그 상황에 초점을 맞출 수 있고, 그렇게 하는 것이다. 사실상 대화자들에게 그들의 대화 장면을 촬영한 비디오를 보여주고, 그들로 하여금 상대방의 관점에서 그 장면을 볼 수 있게 만들어주면 자신의 행동에 대해서는 성향 귀인을, 상대방의 행동에 대해서는 상황 귀인을 하게 된다
행동-관찰자 오류의 기본 이론적 토대를 넘어선 몇몇 논란이 있어왔다. 1971년 이래로 편향에 대한 발간된 연구의 메타-분석에서, 저자는 Jones와 Nisbett의 원본의 설명은 지지하지 않는 다는 것을 알아냈다. 반면에 Jones 와 Nisbett 은 ‘결함이 있는 추론을 하고 있는 과거 연구들을 검토하면서 행위자와 관찰자는 상황적 요소 혹은 기질, 성격중의 하나에 귀인하여 행동을 설명한다고 주장했다. 차라리, 그 이론적인 재공식화는 행동이 의도적인 것인지 다른 것들에 의한 것인지를 설명하는 방식을 상정한다. 이 이론적인 재공식화에 대한 추가적인 정보로는 행동-관찰자 불균형과 Malle의 메타-분석이 있다.

### 이기적 편향
이기적 편향은 그들의 성공을 내부적 요인으로 돌리지만 그들의 실패는 외적으로 돌리는 경향을 말한다. 이 편향은 실패하는 것에 대한 책임감은 부정하는데에 비해서 성공하는 것에 대한 책임감은 긍정하는 경향을 설명한다. 이러한 이기적 편향은 자존감의 유지 수단으로 생각 되어 왔다.
 예를 들면, 회의실에서 부정적인 피드백을 받은 하위직원은 그들의 실패한 직무 실적을 내부적 요인보다는 외부적 요인으로 돌릴 가능성이 크다. 한편, 이기적 편향은 사람들이 개인적 실패에 더 잘 대응하게 도와주는 자아-보호 메커니즘으로써의 기능을 하는 데 이는 사람들이 자기위협이 증가함에 따라 이기적 편향을 더 강하게 보여주는 연구에 의해 설명된다.
- 소극적 실패처리

이기적 편향이란 대체로 사람들은 성공했을 경우 자기 자신 스스로에게, 실패했을 경우에는 자신이 아닌 다른 사람이나 외부적인 상황으로 돌리는 오류를 말한다. 이는 자기 자신의 장점은 훌륭하고 대단하다고 생각하며, 단점은 다른 누구에게나 있는 보편적인 것이라고 생각하는 성향을 갖고 있기 때문이다.
'자기중심적 편향(self-centered bias)'이 공동 작업의 어떤 결과에 대해 자기 역할 이상으로 과장하여 공헌 또는 책임을 주장하는 것이라면 '이기적 편향(self-serving bias)'은 성공에 대해 영예를 차지하고 실패에 대해서는 책임을 지지 않는 귀인오류이다. 만일 성공하게 된 원인을 자신의 노력이나 능력 탓으로 여긴다면 차후에도 성공을 기대하고 노력할 것이고 외부 원인 탓으로 돌린다면 자신의 노력으로 성공을 도모할 것이라고 가정하면 이기적 자기편향은 긍정적 효과도 있다.
성공에 대해서는 영예를 차지하고 실패에 대해서는 그 탓을 외부로 돌려 책임지기를 거부하는 이기적 편향은 비난으로부터 자아를 방어하기 위한 욕구에 기인한다. 이러한 이기적 편향은 개인적 행동에 대한 설명뿐만 아니라 자신의 가까운 사람들, 친한 친구들 및 자기가 관련되어 있는 다른 집단들에 대한 설명도 포함된다. 이러한 편향은 '집단 이기적 편향'으로서 집단 구성원들이 긍정적 내집단 행동과 부정적 외집단 행동에 대해 내부적 원인들을 귀속시키는 경향을 말한다.
- 적극적 실패처리

실패를 처리하기 위한 기제로서 이기적 편향보다 더욱 맹렬한 것은 '자기 핸디캡전략(self-handicapping strategy)'이다. 사람들은 어떠한 중요한 일을 앞두고 있을 때 많은 스트레스를 받으면 그러한 상황을 무의식적으로 모면하려고 한다. 이러한 방식으로 스스로 핸디캡을 만들고 나서 그 결과가 실패하면 자신의 실력이 없거나 부족해서 그런 것이 아니라 나름대로 합당한 이유와 원인이 있었기 때문이라고 핑계와 변명을 대며 자존심과 자기자신을 보호하려는 전략이다.

### 고정관념 편향
고정관념(stereotype)은 귀인 현상의 어떤 특별한 경우이다. 사람들이 개인행동에 대해 원인을 알려고 하는 것은 인간의 중요한 속성이다. 그런데 사람들은 새로운 상황을 직면할 때마다 새로운 해석을 시도하기보다, 유사한 상황에 대한 경험과 지식에 의존함으로써 자신의 신념이나 고정관념에 일치되도록 귀인 하는 경향이 있다.
고정관념은 우리가 사람들과 사물들을 범주화하기 위해 사용하는 과거 경험의 일반적인 표현이다. 다시 말해 사람이 다른 사람이 다른 사람들에 대해 그들이 속해 있는 범주에 관한 지식에 기초해 추론을 도출하는 과정이라 할 수 있다. 많은 사회 심리학자들은 고정관념을 세상을 이해하는 과제를 단순화해 주는 '에너지 절약' 기제로 생각한다. 우리가 새롭게 만나는 모든 사람들을 독특한 개인으로 평가하는 것은 상당한 인지적 노력이 필요하기 때문에 종종 타자들의 경험이나 자신의 경험을 망라하여, 다양한 출처에서 축척한 고정적인 일반화에 의지하는 것이 더 쉽다는 사실을 발견한다. 그러나 고정관념에 의존하는 것이 인지적 과제를 더 쉽게 처리할 수 있게 해준다고 하더라도, 그것은 바람직하지 않은 결과를 초래할 수도 있다. 인종이나 성에 대한 고정관념과 같이 고정관념이 실제로 확산될 때 그 결과 나타나는 편향은 부정확한 판단과 정당하지 않은 행동을 일으킬 수 있는 것이다. 물론 고정관념적인 편향이 반드시 오류를 일으키는 것은 아니다. 물론 상황에 따라서 매우 유용하게 활용될 수 있다. 다만 사람들이 편향성에 따라 행동하기 때문에 문제가 생기는 것이다.
활성화된 고정관념은 행동을 편향시킬 뿐만 아니라 기억에도 영향을 줄 수 있다. 고정관념에 일치하는 행동은 잘 기억하고, 고정관념에 맞지 않는 행동은 잘 기억하지 못하는 이러한 경향은 고정관념에 일치하도록 사건들의 회상을 편향시키고, 그것은 다시 고정관념적인 편향을 강화시키는 자기 충족적인 순환을 만들어낼 수 있다. 나아가 고정관념과 관련된 기대에 모순되는 방식으로 사건들이 전개될 때, 자신의 기대에 일치하도록 하기 위해 사건들을 조작할 수도 있다. 고정관념의 편향은 의도적으로 타자를 박해하는 것은 아니지만 그것을 받는 사람의 입장에서는 매우 모욕적이고 고통스러울 수 있다. 특히 어떤 사건의 피해자가 상대적으로 약자라면 고정관념은 피해자에게 잘못을 뒤집어 씌우는 편향은 더 쉽게 작동된다. 즉 '자기 독선(self-righteousness)'이 작동하여 결국 피해자에게 오히려 '당해도 싸다는 평판(well deserved reputation)'을 부여하는 것이다. 나아가 가해자의 입장에 동조하여 피해자를 배제하고 직접적으로 가해하기도 한다. 고정관념이 부정적 영향을 끼칠 수도 있는 것은 그것의 부정확성, 무한정 지속성, 자동화 가능성에 기인한다.
- 부정확성

유태인이 특히 더 물질주의적이라든가, 흑인이 특히 더 게으르다는 것을 보여주는 명백한 증거는 존재하지 않는다. 하지만 미국 대학생들을 대상으로 진행된 설문조사의 결과에 의하면 과거 수세기 동안 그들은 그러한 신념을 견지해 온 것으로 나타난다. 이러한 신념은 원래부터 갖고 태어난 것은 아닐 것이다. 이는 자기 자신이 직접 보거나, 그것에 대해 다른 사람들의 말을 듣고 채택했기 때문에 생긴 것이다. 유태인은 물질주의적이고 흑인은 게으르다고 믿는 사람들 중 많은 이들은 유태인이나 흑인을 실제로 만난 적도 없으며, 그들의 신념은 다른 사람들이 그들에게 말해 준 것을 너무나 곧이 곧대로 듣고 받아들인 결과다. 이는 사실상 우리가 문화의 지혜를 전수 받는 과정에서 발생하는 불가피한 일일 수도 있다. 그러나 직접 관찰을 통해서도 얼마든지 부정확한 고정관념이 형성될 수도 있다.
- 무한정 지속성

사람들은 일단 고정관념 편향이 형성이 된다면 이에 반대되는 사례를 경험적으로 접하게 된다 하더라도 자기 자신의 고정관념이 정확하지 않을 수 있다는 사실을 자각하지 못한다. 고정관념은 마치 바이러스처럼 일단 머릿속에 자리잡고 나면, 노력을 해도 지워내지 못할 만큼 무한정 지속될 수도 있다는 특성을 갖고 있다. 연구에 의하면 누군가가 흑인은 백인에 비해 운동능력은 뛰어나지만, 지능은 더 낮다는 고정관념을 갖고 있다면, 실제 대상이 되는 선수의 인종에 관계없이 스스로 짐작하는 인종을 바탕으로 그가 흑인일 것이므로 운동능력이 뛰어날 것이라고 예상했다. 이는 확증적 지각(perceptual confirmation)으로써, 관찰자는 스스로가 지각하기 기대하는 것을 지각하는 경향이 있다는 것을 보여준다.
- 자동화 가능성

고정관념 편향이 부정적으로 기능할 염려가 있는 것은, 본인이 이처럼 형성된 편견을 부정확하고, 영구 지속적이고, 남용한다는 사실을 무의식적으로 사용하기 때문이다. 심지어 어떤 생각을 하지 않으려 노력하는 것이 오히려 그 생각을 더욱 떠오르게 할 가능성을 높이는 꼴이 될 수 있다. 이러한 고정관념의 사용은 완전히 중단하는 것은 사실상 불가능하지만, 고정관념화 효과를 직무 교육프로그램, 전전두엽 피질의 파괴 등 다양한 방법을 동원해 감소시키는 것에 대한 연구가 진행되고 있다.

### 적대적 귀인 편향
적대적 귀인 편향(Hostile Attribution Bias, HAB)는 타인의 애매모호한 행동에 대해서 상냥한 태도로 받아들이기 보다는 적대적으로 받아들이는 경향을 보여준다는 점에서 해석 편견으로 정의되어 왔다. 예를 들어, 만약 아이가 휘파람을 부는 다른 아이들을 목격하고 목격한 아이가 그 아이들이 이야기하는 중이라고 추측한다면, 비록 그 다른 아이들의 행동이 잠재적으로 적대적이지 않더라도 목격한 아이는 적대적인 의도의 귀인을 만든다. 연구에 따르면, 타인의 행동을 적대적으로 해석하기 쉬운 개인들은 타인의 태도에 공격적인 행동으로 이어지기에 더욱 쉽다고 할 정도로 적대적 귀인 편향과 공격성 사이에 관련이 있다는 것을 보여줘 왔다. 이 연관성 사이의 세부설명을 위해 이어지는 공격성 부분을 참고하라.

### 인물 긍정성 편향
사람들은 나쁜 소식보다는 희소식을 말하고 듣기 좋아한다. 또한 사람들은 어떤 사람의 인상을 평가할 때 대개는 긍정적으로 평가하려고 하는데 이렇게 사람들을 이왕이면 긍정적으로 평가하려는 경향을 '인물 긍정성 편향(positivity bias)'이라고 한다. 이러한 편향은 다른 용어로 미국 소설에 나오는 여자 주인공의 성격에 비유하여 '폴리아나 효과(Pollyana Effect)'라고도 한다.
그러나 이러한 효과에도 불구하고 사람들은 어떠한 부정적인 정보가 발생하면, 다른 긍정적인 정보보다 비중을 두고 인상을 평가한다. 다시 말해서 모든 것이 다르지 않고 동일하다면, 부정적인 특성들은 긍정적인 특성들보다 인상의 형성에 더 많은 영향을 준다. 이런 현상을 '부정성 효과(Negativity Effect)'라고 하는데 결국 부정성 효과는 긍정성 편향이 있기 때문에 나타나는 것이라 할 수 있다.
긍정성 편향은 여러 사람에 대한 평가에서 나타나는 긍정적 반응의 상대적 빈도를 지칭한다면, 부정성 효과는 개인의 여러 특성 중 부정적인 것에 대한 반응이라고 정리할 수 있다. 한편, 다른이에 대한 사전의 기대가 다른 사람으로 하여금 기대된 태도나 행동을 가지게 만드는 현상을 '자기 이행적 예언(self-fulfilling prophecy)'이라고 한다. 이러한 자기 이행적 에언은 긍정적 행동을 이끌어 내는 기능을 할 수도 있지만 고정관념 편향과 관련되어 부정적 행동을 야기할 수도 있다.

### 사후과잉확신편향
사람들은 일단 어떠한 사건의 결과를 알게 되면, 마치 어떠한 것이 일어날 사건이 어떠한 것인지 알고 있었던 것처럼 느끼게 된다. 어떤 결과를 돌이켜보고 당연한 것으로 보는 이 경향을 심리학자들은 ‘사후과잉확신편향(hindsight bias)’이라고 부른다.
귀인의 공변이론을 제시한 켈리(H. H. Kelley) 에 따르면 사람들은 귀인을 함에 있어서 자극대상, 행위자, 맥락(상황)등 세 가지 종류의 정보를 사용한다. 기본적 귀인오류가 행위자 정보와의 일치성(consensus)과 관련이 된다면 사후과잉편향은 맥락적 정보와의 일관성(consistency)과 관련이 된다. 사람들은 현재 자신이 알게 된 결과와 과거의 기억을 일관성있게 만들기 위해 과거를 재구성한다. 사후과잉확신편향은 도처에 이미 널리 만연해 있다. 사람들은 대체로 자기 자신들이 현재 알고 있는 것에 맞추기 위해 과거를 재구성하게 되는 것으로 보인다. 알려진 결과로 미루어 볼 때, 사람들은 그것을 확인시켜주는 사례들과 정보를 더 쉽게 회고할 수 있기 때문에 이러한 편향은 쉽게 일어난다. 사후과잉확신 편향은 경험을 통해 배우는 것을 방해하거나 더 나아가서 막을 수 있다는 점에서 문제가 된다. 만약 우리가 일이 일어나기 전에 무엇이 일어날지 처음부터 알고 있었다고 느낀다면 어떠한 특별한 일이나 사건에서 얻을 수 있는 교훈이나 지식들을 덜 얻게 될 것이다.
그러나 한편으로 동시에 그렇게 될 것이라고 처음부터 알고 있었다는 위안은 우리 자신의 통찰과 지혜의 추정을 과장하여 스스로 자신감을 느끼게 한다. 이러한 특징은 의심의 여지없이 편향을 강화하는데, 자신을 조금 더 긍정적으로 느끼도록 하는 자기향상 편향들이 개인적인 과거를 재구성하려는 시도들의 공통된 특징이기 때문이다.

### 확증편향
확증편향(confirmation bias)이란, 선택적 사고의 일종이다. 사람은 자기 자신의 신념을 확실히 증명해주는 것들을 쉽게 찾거나, 발견하는 경향이 있으며, 그에 반대로 자기의 신념에 반대되는 것은 무시하거나, 덜 찾아보던가, 혹은 가치가 낮다고 생각하는 경향이 있다. 예를 들면, 보름달 저녁에는 회사에 사고가 많이 일어난다고 믿는 사람이 있다고 하자. 이 경우, 그 사람은 보름달 저녁에 일어났던 사고만 주목해 버리고, 보름달 이외의 기간에 일어났던 사고는 주의를 기울이지 않게 된다. 이러한 것이 반복되면, 보름달이 사고와 관계 있다는 신념은 부당하게 강화된다.
이처럼 처음에 가졌던 선입견이나 신념을 지지하거나 뒷받침하는 정보에 더 비중을 실어주게 되고, 이것에 반대되는 정보를 가볍게 보려는 경향은, 신념이나 선입견이 편견일 경우에는 더욱 현저하게 나타난다. 신념이 확실한 증거이거나 유효한 확증 실험에 의해 뒷받침된 경우라면, 신념에 맞지 않는 정보에 더 무게를 둔다고 해서 잘못된 방법으로 길을 헤매지는 않을 것이다. 만약, 정말로 자신의 가설을 부정할 증거에 대하여 무시한다면, 합리와 맹목을 구분하는 마지노선을 넘어 버리게 된다.
사람은 다시 한번 확인하는 정보, 즉 자기 자신의 의견에 유리하거나, 자기의견을 지지할 것 같은 정보를 지나치게 신뢰한다는 것은 많은 연구로부터 이미 밝혀져있다. 토마스 기로비치(Thomas Gilovich)는 “재확인 적인 정보에 지나치게 높은 점수를 주는 것은, 아마 인식론적으로 불리한 정보를 무시해 버리는 쪽이 편한하기 때문일 것이다”라고 말하고 있다. 정보가 얼마나 자기 자신의 의견을 뒷받침 하는 가를 생각하는 것이, 그러한 것이 얼마나 자기 의견을 반론 하는 가를 생각하는 것보다 훨씬 쉽다.
예지몽(clairvoyant dream)에 대한 실험을 생각해 보자. 성공 사례는 종종 분명히 성공한 것으로 보이거나, 혹은 자료가 쉽게 성공으로 간주되어 기억되지만, 실패한 사례의 경우는 그것이 실패했다고 생각하는 것 조차도 지적노력이 들고, 그것이 중요하다고 생각까지 기억해야 한다. 자기 자신의 의견을 뒷바탕하며 지지하고 확증한 사항에 더 무게를 두는 경향은, 기억에도 영향을 준다. 자기 자신의 의견에 관하여 떠올리려 하려고 할 때, 자기 자신의 의견을 지지하는 정보가 더 쉽게 떠오른다.
연구자는 자신의 가설을 확증하도록 실험을 설정하거나, 정보를 취하기 때문에 때로는 재확인 선호 편향에 빠진다. 그들은 가설에 반대되는 정보를 취급하려고 할 때, 자기 자신에게 불리한 것을 인정하려고 하지 않기 때문에 문제가 복잡해진다. 사회 과학자의 대부분 특히, 자의적으로 설정한 역사 시대에 관하여 출생순서와 ‘급진적 사고’와 같은 불분명한 변수 사이의 상관관계를 발견하려고 하는 사람도 확증편향에 빠진다.
연구자는 자신의 의견과 반대되는 의견을 지지하는 연구자와 실험 계획을 공동으로 계획하면, 재확인 선호 편향을 피하든지 줄일 수 있을 것이다. 각각의 개인은 재확인 선호 편향에 관하여 항상 생각에 염두에 두고 반증하는 정보를 잘 살펴보지 않으면 안된다. 이러한 것이 자연스러운 것은 아니므로 일반인들은 재확인 선호편향에 빠지지 않을 수 없다.

### 자기중심적 편향
① 자기중심적 기억편향
사람들은 공동의 활동을 하고 난 뒤의 결과 곧 성공, 실패에 대하여 자기 자신의 공헌 혹은 책임을 과장하는 편향을 나타내는데 이를 ‘자기중심적 편향(self-centered bias)'이라고 한다. ’이기적 편향(self-serving bias)'이 성공에 대해 영예를 차지하고 실패에 대해서는 책임을 지지 않는 반면 자기중심적 편향은 성공 여부에 관계없이 공동 작업의 어떤 결과에 대해 자기 역할 이상으로 과장하여 공헌 또는 책임을 주장하는 것이다.
이러한 종류의 자기중심적 편향이 연인들이 함께 한 과거에 대한 불일치를 경험하게 한다. 예를 들면, 시콜리(F. Sicoly) 등은 부부 33쌍을 대상으로 결혼생활에서 자기중심적 편향에 대하여 설문조사를 하였다. 식사준비, 설거지, 애정표현 등 20가지 활동에 대한 부부 각각의 책임을 확인한 결과 16가지 활동에서 자기중심적 편향이 나타난 것을 확인하였다.
결혼한 부부와 교제 중인 커플에 대한 연구는 연인의 각 구성원이 여러 사건들에 있어서 자기 자신이 상대방보다 더 책임 있는 것(혹은 공헌을 한 것)으로 기억하는 경향이 나타났다.
이것은 연인의 각 성원이 다른 구성원이 하거나 말한 것보다 자기 자신의 행동과 느낌을 더 간편하게 돌이켜 볼 수 있기 때문에 일어나는 것으로 보인다.
다니엘 삭터(Daniel L. Schacter)는 이를 ''자기중심적 기억편향' 이라고 하였는데, 우리는 다른 사람들위 행위나 말보다 우리 자신의 행위나 말을 좀 더 쉽게 회상하는 경향이 있다는 것이다. 즉 사람들은 긍정적 착각이라는 위로의 불빛 아래 현재의 자기 자신을 둘러싸고 있는 여러 가지 관련된 책략(선택적인 회상, 과거의 고난을 과장함, 과거 자기 자신을 무시함)을 반영, 투영시킨다. 이는 기억에서 자기중심적 편향은 '자기(the self)'가 심적 생활을 조직하고 규제하는 데 중요한 역할을 한다는 것을 반영한다.
② 자기중심적 고취편향
사람들은 대체로 자기 자신에 대하여 더 높이 생각하고, 때로는 종종 자기 자신의 능력과 성취에 대하여 비현실적으로 과장하도록 동기 부여된다. 즉 사람들은 어떤 내부 통제감에 대하여 높은 가치를 두고 자기 자신의 자존심을 지탱하거나 방어한다. 이러한 자기를 고취시키는 자기중심적 편향이 매우 보편적이므로, 최근에는 그 현상의 순기능적 측면이 탐색되고 있다. 사회심리학자 테일러(S. E. Taylor)와 브라운(J. D. Brown)의 연구에 의하면, 사람들이 자기가치를 부풀려서 추정하는 '긍정적인 착각(Positive Illusions)'을 공통적으로 경험한다.
사람들은 성공을 실패보다 자신들에게 더욱 귀인하고, 실패는 자기 밖 환경의 힘에 귀인시키는 경향이 있다. 이러한 경향은 타자와의 관계에서 갈등을 유발하는 원인이 되기도 하지만 장래와 관련된 일에서 자신의 능력에 귀인시킴으로 성취를 기대하고 성취지향 행위를 보이는 것이다.
③ 총합고정오류(Fixed Sum Error)
톰프슨(Thompson)등은 갈등협상과정에서 총합고정오류를 발견하였다. 즉 자신이 중요하다고 생각하는 사안은 상대에게도 중요한 것이라고 생각하고, 자신이 중요하지 않다고 여기는 것은 상대에게도 중요하지 않다고 생각하는 것이다.
따라서 자신에게 중요하지 않지만 상대에게 중요한 것을 양보하고 상대에게 중요하지 않지만 자신에게 중요한 것을 얻어냄으로써 상생(Win-Win)할 수 있는 여지를 갖지 못하고 갈등을 심화시키게 된다는 것이다. 이는 자신의 입장에서 상황을 해석함으로써 정작 근본적으로 자신이 원하는 바는 표현하지 못한다는 것이다.

### 사회적 자아중심성 편향
사회적 자아중심성(Social egocentrism)은 '일반인의 성향주의(성향주의 : 타인의 행동이 실제 사회적 역할이나 상황 때문에 일어났음에도 불구하고 개인적 성향이나 성격탓으로 귀인하는 현상이다.)과 자아중심성( 자아중심성 : 자신은 특별한 존재라는 착각에 빠져들어, 자신이 우주의 중심이 된다고 생각하는 오류이다.)에 근거한 귀인오류이다. 일반적으로 사람들은 타인의 행동 결과를 행위자의 성격이나 성향 탓으로 귀인시키는 경향이 있다. 역할행동과 개인행동을 구별하지 못하는 성향주의의 뿌리는 특정인의 '역할'을 '인격'과 동일시하는 데서부터 시작된다.

## 행동의 결과

### 편견
편견은 '예단'을 의미한다. 사람들은 나름의 지식체계와 고정관념을 바탕으로 집단을 판단하는 경향이 있다. 이는 귀인 편향의 종류 중 하나인 고정관념 편향의 결과물로 이해할 수 있다. 편견은 흔히 서로 다른 문화나 종족에 대해 정당화 되지 않으며 일반적으로는 부정적인 태도를 말한다. 이는 신념(고정관념), 정서(적개심, 시기심 또는 공포), 그리고 행동성향(차별적)들의 복합체이다. 잘못된 귀인으로 인해 스키마가 형성될 수 있고, 이와는 반대로 스키마로 인해 잘못된 귀인을 할 수 있다. 예를 들어, 1970년대에는 대부분읜 백인이 흑인을 밀어젖히는 것은 그저 하나의 '장난'에 불과했다. 하지만 흑인이 백인을 밀어젖히는 것은 백인들의 입장에서 '폭력'으로 해석된다. 이처럼 사람들에 대한 선입견은 그들의 행동에 대한 인상을 편향시킨다.
- 편견의 사회적 뿌리

편견의 발생 원인은 여러 가지가 있겠지만, 불평등, 사회적 분할, 정서적 희생양 등과 관련해 귀인 편향이 생기는 경우를 이유로 들 수 있다. 어떤 사람은 재산과 권련, 특권을 획득하여 존재하고, 또 다른 사람은 그렇지 못할 경우, '가진 사람들'은 일반적으로 자기 자신의 것을 정당화시키는 태도와 행동을 발전시킨다. 극단적인 경우, 노예 소유자가 노예가 생등적으로 게으르고 무식하며 책임감이 없다고 지각했다. 보다 일반적인 경우로는 여성을 내성적이지만 감수성이 풍부한 것으로 지각함으로써 여성들이 전통적으로 해오던 자녀 돌보기 일에 적합하다고 생각하는 것이다.요컨대, 편견은 사회적 불평등에 의해 야기되고, 동시에 이를 합리화 시키는 수단으로 이용된다.
- 편견의 정서적 뿌리

편견은 사회적 불평등뿐 아니라 우리의 가슴에서 우러나는 열정에 기인하기도 한다. 국가적으로 테러에 직면하면 사람들은 애국심을 불태우고, 드러나지 않은 누군가(테러 세력)에 대한 혐오감과 적개심을 생성하는 경향이 있다. 따라서 자신이 죽을 운명이나 911과 같은 지난 테러 사건을 회상하게 하는 것은 태도를 변화시키고, 사람들의 인식을 조종해 선거 유세에 활용되기도 한다. 이같은 편견에 의한 분노는 공격성과도 연관이 된다. 그 예로 1600년대 말, 뉴잉글랜드에 정착한 사람들은 아메리칸 인디언과 프랑스 동맹군에 의한 엄청난 손실로 고통을 받은 후에 마녀로 자신들을 몰아세운 사람들을 목매달아 교수형에 처하는 방식으로 공포와 분노에 의한 공격성을 표출하기도 했다. 편견 오류에 의한 희생양 이론(scapegoat theory)의 증거는 경제적 좌절을 겪는 사람들에서 볼 수 있는 높은 수준의 편견 그리고 일시적인 좌절이 편견을 강화시킨다는 실험에서도 드러난다. 경쟁자의 불행을 통해 쾌감을 느끼는 심리나 자신을 지지하고 사랑해준다는 느낌을 주는 이에 대해서는 다른 사람보다 내집단 편향을 보이는 이유도 정서적 원인에 근거한다.
- 편견의 인지적 뿌리

편견에 따라 사람은 세상을 단순화해 인지하게 된다. 이는 범주화, 현저한 사례, 후견편파(hindsight bias)로 나타난다. 집단으로 범주화를 할 때, 고정관념이 작동하여 다양성을 인지하지 못해 귀인 편향을 발생시킨다. '우리'의 집단은 다양하다고 인식하고, 다른 집단 구성원은 각각이 유사하고 유사한 행동을 하는 것으로 생각한다. 편견은 또한 현저한 사례에 대해, 즉 쉽게 떠올릴 수 있는 사례들로부터 과잉일반화를 야기한다. 예를 들어 한 연구에서는 첫 번째 집단에게 문서 위조, 기물 파손 등 비폭력적인 범죄로 구속된 남자 10명이 속한 목록, 두 번째 집단에게 폭행, 살인 등 폭력적인 범죄로 구속된 남자 10명이 속한 목록을 보여주었다. 추후에 얼마나 많은 남자들이 범죄를 저질렀는지 질문을 받았을 때, 두 번째 집단은 첫 번째 집단보다 범죄를 저지를 남자가 더 많다고 생각했다. 이는 현저한 폭력적인 사례를 가용했기 때문이다. 후견편파는 강간 희생자, 에이즈 감염자 등 그들에 대해 그렇게 될 수밖에 없는 기질적인 요인이 있었을 것이라고 생각하는 것이다. 실제로 특정 국가에서는 강간 피해자가 간통죄로 극형에 처해진다.

### 공격성
적대적 귀인편향에 초점을 맞춘 사회 및 발달 심리학 내의 광범위한 연구는 공격적인 행동과 귀인편향과의 관계에 대해 연구해왔다.또한, 공격성과 귀인편향과의 관계를 규명하는 연구결과들이 지속적으로 나타나기 시작했다. 적대적 귀인편향의 성향을 보이는 아이들은 더욱 공격적인 행동을 보였고, 이에 따라 적대적 귀인편향은 ‘반응성 공격성’, ‘순향 공격성’, ‘부당한 대우’ 의 세가지 부분으로 나타낼 수 있다. 순향 공격성은 정당한 이유없이 귀납적으로 나타난다. 반응성 공격성은 스스로 인식한 도발에 대한 분노 혹은 그에 대한 보복적인 반응으로 나타난다. 따라서 이러한 공격성에 희생된 아이들은 동료에 대한 적대적인 관점을 형성하고, 이에 따라 그들이 더욱 더 보복적이고, 반응적이며 공격적인 성향을 가지게 된다.
또한 한 연구는 비디오게임의 공격성에 의해 적대적 귀인편향이 아이들에게서 생겨날 수 있다는 결과를 보여준다.1998년에 행해진 연구에서, 참가자들은 매우 폭력적인 비디오 게임과 그렇지 않은 비디오 게임을 각각 플레이하고, 동료의 행동에 대한 의도가 분명하게 드러나지 않은 가상의 이야기를 읽도록 하였다. 예를 들어, 참가자들은 그들의 동료가 누군가의 머리를 공으로 때리는 이야기에 대해 읽게 되는데, 그 동료가 고의가 있는 지의 여부는 주어진 내용만으로 판단하기에는 불분명하다. 참가자들은 그들의 동료에게 고의가 있었는 지의 여부에 대한 질문을 받았다.
“당신은 당신의 동료가 공으로 누군가의 머리를 때렸던 행동이 고의가 있었다고 생각하십니까?”
폭력적인 비디오 게임을 한 아이들은 그렇지 않은 아이들에 비해서, 이야기 속에 등장한 동료가 누군가를 해할 목적을 갖고 있다고 더욱 많이 이야기하였다. 이 발견은 그저 폭력적인 비디오 게임을 하는 것만으로도 단기간에 적대적 귀인편향을 형성한다는 증거가 될 수 있다.

### 집단 관계 (영어:Intergroup relations)
연구자들은 우리가 타인의 행동에 대해 해석함에 있어, 귀인편향을 갖는다는 점을 발견하였다. 특히 내집단과 외집단의 행동 비교에 있어서 더욱 두드러지게 나타났다. 상호집단관계에 관한 문헌 보고에 의하면 사람들은 일반적으로 내집단 구성원의 긍정적 행동에 대해서는 개인적 요소로 설명을 하고, 부정적 행동에 대해서는 상황적 요소로 설명하는 것을 선호하는 것으로 나타난다. 본질적으로 집단 구성원의 귀인 편향은 내집단에 대한 편애로 향하는 편이다. 이 발견은 외집단에 대한 고정관념(특정 집단의 특징에 대해 단순화되고 부정확한 믿음)의 생성과 유지와 같은 사회심리적 주제의 이해에 있어 매우 중요하다.
상호집단관계에 대한 귀인편향은 일찍이 아이들에게도 발견할 수 있다. 특히 초등학교 학생들은 그들의 친구가 긍정적 행동을 할 때, 개인적 요소에 의한 편향을 보인다. 하지만 그들이 싫어하는 친구가 긍정적인 행동을 하면 상황적 요소에 의한 편향을 보인다. 유사하게 아이들은 친한 친구들의 부정적인 행동에 대해 상황적 요소에 의한 편향을 보이고, 반면 싫어하는 친구들의 부정적 행동에 대해서 개인적 요소에 의한 편향을 보인다. 이러한 결과는 아이들에게도 일찍이 귀인편향이 나타날 수 있다는 것을 보여준다. 이처럼 호주의 심리학자 John Turner와 Michael Hogg는 내집단과 외집단을 구분하는 것을 통해 사회적 적체성을 형성하고 타인 집단과 자신의 집단을 대비시킨다고 지적했다.

### 학습성취도 (영어:Academic achievement)
비록 틀림없이 귀인편향이 공격성과 같은 부적응적 행동과 관련이 있음에도 불구하고, 몇몇 연구들은 이러한 편견이 융통성이 있으며, 긍정적인 결과를 생산할 수 있도록 대체될 수 있다고 본다. 많은 부분에 있어, 귀인에 대한 재교육을 통하여 각 분야에 대한 학습 성취도를 향상시킬 수 있다. 예를 들어, 한 연구는 학생들의 귀인을 바꾸도록 가르침으로써, 숙제나 강의 과제를 더 잘 수행하도록 할 수 있다는 것을 발견했다. 재교육 과정은 특별히 학업 성취도가 부진한 학생이 상황을 외부적 요소로 돌리는 경향이 있는 학생을 대상으로, 부진한 성적은 내부적 요인과 불안정한 요소들, 가령 노력과 능력에 의한 결과라고 가르치는 것이다. 따라서 재교육은 학생들이 그들의 학습 성취에 대해 귀인적 과정을 대체함으로써, 성공적으로 통제할 수 있다는 것을 인식하도록 도와준다.
더욱 최근의 연구 결과는 이러한 발견을 확장해주고 있으며, 학생들에게 충분히 친숙하지 않으며 경쟁적인 상황에 그들이 적응할 수 있도록 해주는 귀인적 재교육의 가치를 확인해준다. 한 연구에서 1학년인 대학생들은 두 학기에 걸쳐 귀인적 재교육을 받았다. 이전 연구와 유사하게, 그들은 통제할 수 있는 귀인(“나는 공부를 더 해서 성적을 올릴 수 있어”)을 향상시키고, 통제할 수 없는 귀인(“난 뭘 하든 실패할거야”)을 줄이는 방법을 배웠다. 첫 학기에 낮거나 평균 수준의 결과를 받은 학생들은, 두 번째 학기에서 귀인적 재교육을 통해 더 높은 점수를 받을 수 있었다. 첫 시험에서 좋은 성과를 거둔 학생들은, 귀인적 재교육을 통해 두 번째 학기에서 더욱 긍정적인 감정을 느낄 수 있었다. 이러한 연구들은 귀인적 편향의 유연성과 변화가능성에 대한 증거가 된다.

## 관련 이론

### Bernard Weiner의 귀인이론
Bernard Weiner에 의해 개발된 귀인이론은 John W. Atkinson의 성취동기이론에서 검증된 변인에서 시작이 되었다. Atkinson 이론은 높은 성취 욕구를 가진 사람과 낮은 성취 욕구를 가진 사람간의 차이에 대해 연구한 것이다. Atkinson에 따르면 동기는 과제 변인과 성공과 실패를 대하는 개개인의 특질에 따른다. 하지만, Weiner는 과제 변인의 결과가 같지 않다는 점에 착안했다. Weiner 초기이론은 성취에 초점을 두면서 성공과 실패에 대해 개개인이 생각한 주요 원인과 그에 따른 행동을 개념적으로 연결하였다.

 Bernard Weiner의 귀인이론은 사람들이 성공과 실패를 어디에 귀인하며, 그에 따라 개인의 성취 수준과 행동 및 정서와 어떠한 관계를 가지는가를 밝히려는 데 초점을 맞춘 인지주의적 학습동기이론이다. 즉, 성공이나 실패의 원인을 찾으려고 하고 그 원인을 무엇으로 귀인하느냐에 따라 후속 행동과 정서적 반응에 영향을 준다고 보는 것이다.
- Bernard Weiner의 귀인이론의 가정

Bernard Weiner의 귀인이론의 기본 가정은 다음의 세 가지로 설명된다.

1. 지각된 행동의 요인은 내적요인과 외적요인으로 나눈다.
2. 법칙성이 투입되는 자극 정보와 인지구조 및 원인적 추론 사이에 존재한다.
3. 행동의 원인적 추론은 인간이 표출하는 여러 행동을 예측할 수 있다.

- 교육분야에서의 Benard Weiner의 귀인이론

Weiner에 의해 발달한 귀인이론은 성공과 실패 결과의 범위를 설명하고, 학교에서 사제간의 상호작용에 대한 분석을 제공하기 때문에 교육적 체제와 관련이 있다. 따라서 학교에서 귀인적 분석과 관련한 적용에 대한 연구는 아직 명확한 결과를 얻지 못했다. 하지만, 귀인적 분석은 학교 내 교육적 실행을 위한 중요한 지침으로 사용될 수 있다.
- 교실 내 귀인형성의 요소

교실 환경에서는 사제 간의 다양한 상호작용이 발생한다. 이러한 작용은 귀인적 분석을 통해 교실 내에서 학생의 능력, 노력과 교사들의 능력에 대해 분석한다.
1. 성취에 관해 학생들에게 주어진 특별한 피드백
2. 교사의 비언어적인 정서적 반응(놀람, 동정, 격려)
3. 학생에 대한 교사들의 후속 행동(지나친 도움, 추가 과제 등)

이와 같이 수업 중 교사의 행동 유형, 학생과의 상호작용의 유형, 학생에게 제공되는 평가적 피드백은 학생들의 학문적 성취와 능력에 관하여 직접적인 정보를 제공한다. 따라서, 학생의 성취를 향상시킬 수 있는 교실 환경을 개선시키는 것은 학생의 성공과 실패에 대한 학생과 교사의 귀인 원인의 분석에 초점을 맞추어야 할 것이다.
- 낮은 성취학생에 대한 교사의 행동

어떤 학생이 낮은 성취를 보일 것이라 생각하는 교사는 그러한 학생들을 따로 관리하여 학생의 배울 기회는 줄어들고 성취도 또한 낮아질 것이다. 성취가 낮은 학생에 대한 교사의 행동 유형을 볼 때 학생의 행동 원인을 능력의 부족으로 인정하는 경우에는 지나치게 도움을 주게 된다. 그러나, 노력의 부족으로 여기는 교사는 성취가 낮은 학생에게 필요한 교실 구조를 만들어 주는데 집중하여 학생들에게 다른 학습의 기회를 제공해 줄 뿐만 아니라 다른 귀인적 메시지를 사용하려고 노력해야 한다.
- 학생에 대한 교사의 피드백

교사의 피드백은 학생들이 그들의 능력을 지각하는 데 있어서 중요한 요인이다. 한 연구는 일에 대한 교사의 피드백이 다른 교사나 동료의 상호작용보다 학생들의 능력과 노력을 예측하는데 더욱 효과적이라고 보고했다. 일에 대한 칭찬을 받았던 학생은 자신이 영리하다고 생각하게 되고, 칭찬을 받지 않은 학생들보다 일을 더 열심히 하였다. 그러나 쉬운 과제 성취에 대한 교사의 칭찬은 학생이 낮은 능력의 소유자라고 귀인하게 된다. 이때 성공에 대해 칭찬을 받은 학생들은 중립적인 시각에서 피드백을 받은 학생들보다 능력이 낮은 것으로 평가한다.
- 학생 특성의 고려

자아개념, 발달수준, 성별 등의 학생에 대한 특성들이 귀인의 선택에 영향을 준다. 높은 자아개념을 가진 학생은 성공을 내적 원인으로 귀인하고 실패를 외적 요인으로 귀인 한다. 학교에서 특히 중요한 것은 실패에 있어서 성공을 경험한 학생과 실패를 경험한 학생을 적절히 다루는 전략이다. 학생들에게 상황은 변할 수 있는 것임을 알게 하기 위해서는 노력이 효과를 거두는 실질적인 증거가 필요하다. 이에 대한 효과적인 방법은 학생이 특정 분야에서 발전하거나 잘한 것이 있으면 강조하고, 그러한 성취와 과거의 노력 간의 연관을 강조하는 것이다.
- 교실 수업 분위기의 개선

교실 수업 분위기의 개선을 위해선 성취보다 학습에 강조를 두는 것이다. 학습에 대한 강조는 교실에서 학생의 노력, 학생들 본인의 변화를 위한 문제접근, 학습을 용이하게 해 주는 전략에 초점을 둔 것으로서 학생들의 실수를 바로잡아주는 특정한 피드백을 제공해야 한다는 것을 의미한다. 경쟁적이고 수동적인 학습 태도를 강조하는 교사들의 전통적 수업보다는 소집단학습, 학습자 주도적인 개방적 수업 방식에서 내적으로 귀인하는 학생들이 높은 성취도와 긍정적인 태도를 보이는 경향이 있다. 전통적인 수업 방식이 내적으로 귀인하는 학생에게 비효과적인 이유는 학생 자신이 통제하지 못하는 수업은 좌절감을 느끼기 쉽기 때문이다. 그러나 경험을 제공하고 부정적 실패 결과를 제거하는 것으로는 자아개념이 낮은 학생들의 자아존중감을 강화시켜 주기는 불충분하다. 본질적인 요소는 교사에 의해 전달되는 귀인적 메시지다.

### 추론적 합리화(영어:Inferential Reasoning)
추론적 합리화의 귀인은 자신의 태도가 아닌, 제품이나 대상 혹은 객체에 대해서 추론하거나, 설명할 때 사용된다. 대체로 대상에 대한 정보가 충분치 아니한 경우, 개인들은 귀인과정을 통해 다른 속성에 대해 해석한다. 대상에 대한 특성이나 특징이 가지고 있는 모호함이 특정 속성을 통해 귀인된 것이라고 할 수 있다. 추론적 합리화는 후광효과(영어: halo effect)라고 할 수 있는 평가 일치 추론과 공변 기반 추론(영어: covariation inference)으로 구분된다.

#### 평가 일치 추론
평가 일치 추론
평가 일치 추론에 의하면 최초에 지각된 개인의 특징이나 특성은 그 사람의 또 다른 특징들을 해석할 때에 영향을 미치게 된다. 이는 '후광효과(halo effect)'라고 볼 수 있는데, 개인이 한 분야에서 빼어난 특질을 지니고 있을 경우, 이로 인해 타 분야에서도 뛰어날 것이라고 생각하는 것이 평가 일치 추론의 가장 대표적인 예시이다. 평가 일치 추론은 개인들이 실제 발견치 못한 정보에 대해서 평가하거나 일부분을 통해 전체적인 평가를 할 때, 현재 가지고 있는 정보에 의해 일치되는 방향으로 추론이 발생한다는 것을 보여 준다.

#### 공변 기반 추론(영어:covariation inference)
공변 기반 추론은 현재 지니고 있는 정보들이 평가에 사용할 수 없는 경우이거나, 정보가 모호한 경우에 행해지는 추론 방식이다. 예를 들어, 사람들은 가격이 저렴하면 제품의 품질이 낮을 것이라고 생각하는 것이 이에 해당한다. 공변 기반 추론은 평가 일치 추론과 같이 하나의 정보를 통해 다른 대상이나 제품에 대한 평가를 일관된 방향으로 이끈다.

## 귀인 편견 목록
- en:Actor–observer asymmetry(행동자-관찰자 불균형)
- en:Defensive attribution hypothesis(방어적 귀인 가설)
- en:Egocentric bias(자기중심적 편향)
- en:False-consensus effect(허위 합의 효과)
- en:Fundamental attribution error(근본적 귀인오류)
- en:Group attribution error(그룹귀인오류)
- en:In-group favoritism(내집단 편애)
- en:Negativity effect(부정적 효과)
- en:Positivity effect(긍정적 효과)
- en:Positive outcome bias(긍정적 결과 편향)
- en:Psychological projection(심리적 투사)
- en:Self-serving bias(이기적 편향)
- en:Trait ascription bias(특성 귀속 편향)
- en:Ultimate attribution error(궁극적 귀인 오류)

## 참고 문헌
- “Attibution bias.” Wikipedia, The Free Encyclopedia., Wikimedia Foundation, inc. 22 July 2016. Wed. 2 Nov. 2016
- 박은숙, 김천기(2015). 학급 내 갈등상황 속에서 나타나는 적대적 귀인에 대한 사례 연구. 교육종합연구. Vol. 13, No. 3
- 한규훈(2004), “THE EFFECTS OF DISPOSITIONAL AND SITUATIONAL ATTRIBUTIONS ON EVALUATIVE RESPONSES TO NONCELEBRITY TESTIMONIAL ADVERTISING”